# قشة قزم
القشة القزمة أو المارموسيت القزمي (الأسم العلمي: Cebuella) هو جنس صغير من سعادين العالم الجديد موطنه الغابات المطيرة في غرب حوض الأمازون في أمريكا الجنوبية. يشتهر بكونه أصغر قرد وواحد من أصغر الرئيسيات في العالم، حيث يزيد وزنه قليلاً عن 100 غرام (3.5 أونصة)، يتواجد بشكل عام في الغابات دائمة الخضرة وعلى أطراف الأنهار، وهو متخصص في تغذية صمغ الأشجار أو من آكلات الصمغ.
يعيش حوالي 83% منه في جماعات مُستقرّة مكونة من فردين إلى تسعة أفراد، بما في ذلك الذكر المُهيمن، والأنثى المُتكاثرة، وما يصل إلى أربعة أطلال مُتتالية من النّسل. ويبلغ حجم القوة الثابتة القياسية ستّة أفراد. على الرغم من أن مُعظم المجموعات تتكون من أفراد الأسرة، إلا أن بعضها قد يشمل أيضًا فردًا أو فردين بالغين إضافيين و يتواصل أعضاء المجموعة باستخدام نظام مُعقد يتضمن الإشارات الصوتية والكيميائية والبصرية، تعتمد ثلاث إشارات اتصال رئيسية على المسافة التي يجب أن تقطعها المكالمة و قد تقوم هذه القرود أيضًا بعمل عروض مرئية عندما تتعرض للتهديد أو لإظهار الهيمنة، تسمح الإشارات الكيميائية باستخدام إفرازات من الغدد الموجودة في منطقة الصدر والأعضاء التناسلية للإناث أن تشير للذكر عندما تكون قادرة على الإنجاب، تلد الأنثى توأمان مرتين في السنة وتتقاسم الرعاية الأبوية بين المجموعة.
يُنظر إلى القشة القزمة على أنه يختلف إلى حد ما عن قرود القشة التقليدية، ومعظمه مصنف في أجناس جميلات الشعر و ميكو، وبالتالي يُمنح جنسها الخاص، القشة القزمة، ضمن عائلة جميلات الشعر، أكبر التهديدات هي فقدان الموائل وتجارة الحيوانات الأليفة.

## التطور والتصنيف
كان هناك جدل بين علماء الرئيسيات حول الجنس المُناسب لوضع القشة القزمة. أظهر فحص الجين النووي البروتيني المرتبط بالريتينول الخلالي ( IRBP ) في ثلاثة أنواع من القشة أن كاليثريكس كما تم إنشاؤها في التسعينيات تحتاج أيضًا إلى تضمين القشة القزمة لتكون أحادي النمط الخلوي، وأن أوقات فصل مجموعات أنواع القزم والأرجنتات والجاكوس عن بعضها البعض كانت قبل أقل من 5 ملايين سنة، كما هو متوقع بالنسبة للأنواع من نفس الجنس. ومع ذلك، فإن الفصل اللاحق لمجموعات الأنواع أرجنتاتا وجاكوس إلى أجناس مختلفة (تم نقل مجموعة أرجنتاتا إلى ميكو) يبرر الحفاظ على جنس منفصل لمارموسيت القزم، حيث أن كاليثريكس لم تعد شبه عِرقية.
يوجد نوعان موصوفان من القشة القزمة:
- قشة قزم غربي (Cebuella pygmaea)
- قشة قزم شرقي [الإنجليزية] (Cebuella niveiventris)

هناك القليل من الاختلافات المورفولوجية بين هذه الأنواع، حيث قد تختلف اختلافًا طفيفًا في اللون، ولا تفصل بينها سوى الحواجز الجغرافية، بما في ذلك الأنهار الكبيرة في أمريكا الجنوبية.
ازداد تطور هذا الجنس من حيث كتلة الجسم عن الرئيسيات النموذجية، مع ارتفاع معدل انخفاض كتلة الجسم. ويتبع ذلك انخفاضًا كبيرًا في معدلات النمو قبل الولادة وبعدها، مما يعزز الاعتقاد بأن دعم النشأة لعب دورا في تطور هذا الحيوان. 

## الوصف الجسدي

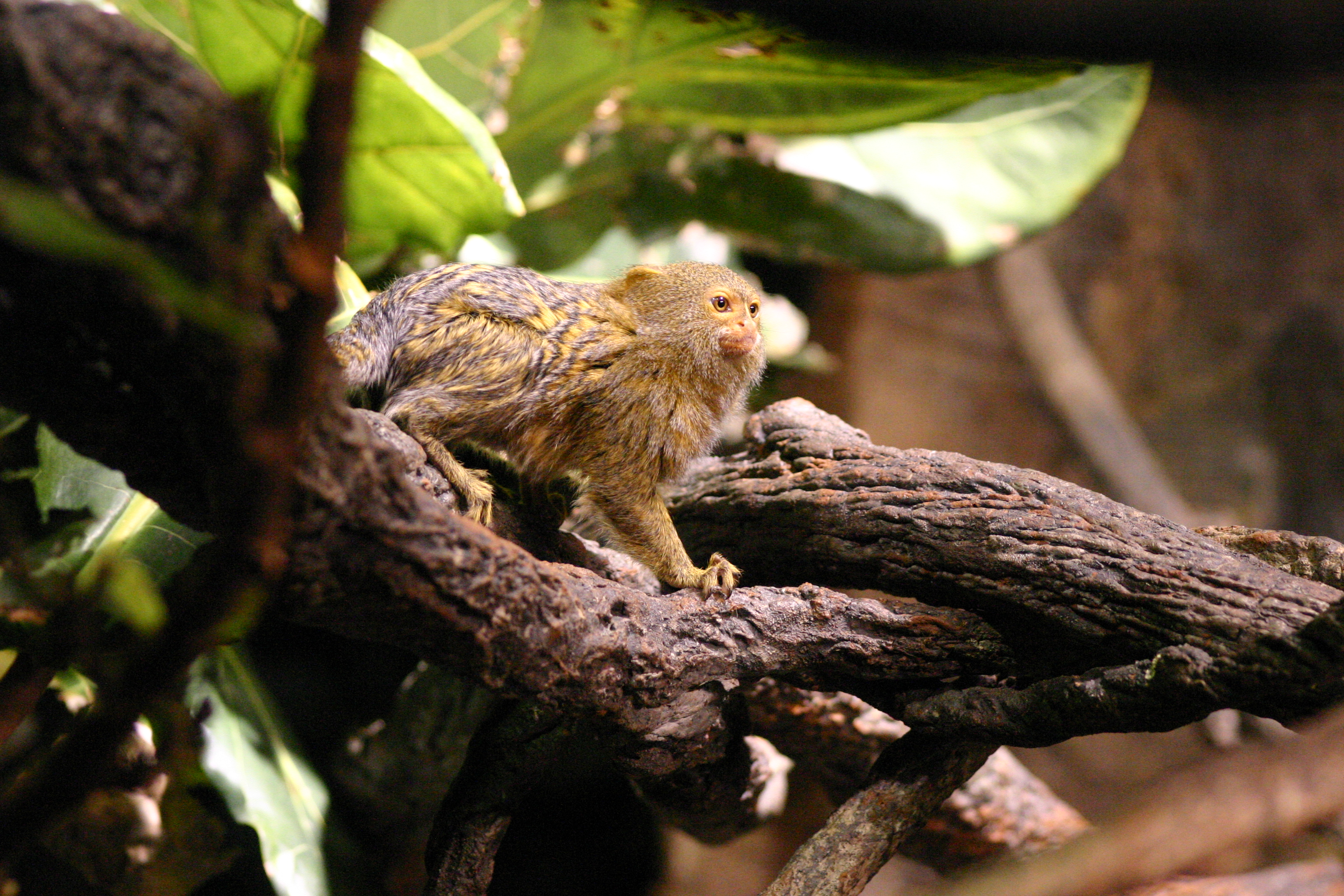
القشة القزمي هو أصغر قرد في العالم.

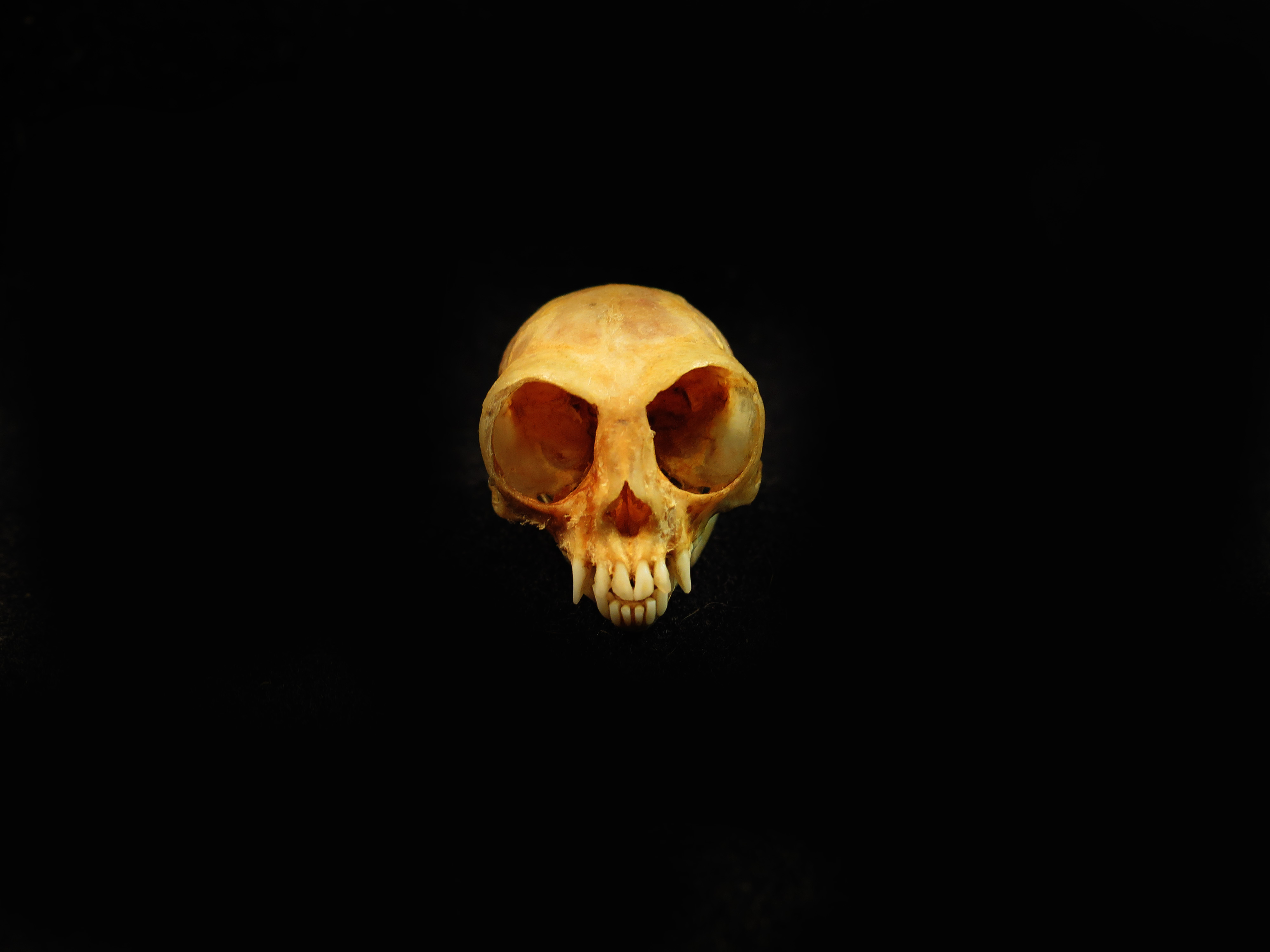
جمجمة القشة القزمي

القش القزم وهو واحد من أصغر الرئيسيات في العالم، فهو أصغر قرد حقيقي، حيث يتراوح طول الرأس والجسم من 117 إلى 152 مليمتر (4.6 إلى 6.0 بوصة) وذيلاً من 172 إلى 229 مليمتر (6.8 إلى 9.0 بوصة) . ويبلغ متوسط وزن جسم البالغين أكثر قليلاً من 100 غرام (3.5 أونصة) مع ازدواج الشكل الجنسي الوحيد للإناث أثقل قليلاً.   لون الفِراء هو مزيج من الذهب البُنّي، والرَماديّ، والأسود على ظهره ورأسه والأصفر والبُرتقالي على أحفارهِ السُفليّة. ذيله لديه حلقات سوداء ووجهه لديه نقرات من البياض على خديه وخط عمودي أبيض بين عينيه.  لديه العديد من التكيفات مع الحياة الشجرية بما في ذلك القدرة على تدوير رأسها 180 درجة ومسامير حادة تٌشبه المخالب وتستخدم في التشبث بالأغصانِ والأشجار.   يتم تكييف مورفولوجيا الأسنان لتتغذى على الصمغ، مع قواطع مُتخصصة تُستخدم في حفر الأشجار وتحفيز تدفق النسغ . أعورها أكبر من المُعتاد للسماح بفترة أطول من الوقت الذي تستغرقه الصمغ لتتحلل في المعدة.  يمشي القشة القزم على الأطراف الأربعة ويمكن أن يقفز حتى 5 متر (16 قدم) بين الفروع. 

## علم البيئة

### النطاق الجغرافي والموئل
يُمكن العثور على القشة القزم في مُعظم مناطق حوض الأمازون الغربيّ، في البرازيل، وكولومبيا، والإكوادور، والبيرو، وبوليفيا . القشة القزم الغربي (Cebuella pygmaea pygmaea) يتواجد في ولاية أمازوناس البرازيلية وشرق البيرو وجنوب كولومبيا وشمال شرق الإكوادور. أما القشة الشرقي (C. p. niveiventris) موجود أيضًا في أمازوناس، ولكن في أكري والبرازيل وشرق البيرو وشمال بوليفيا. غالبًا ما يكون توزيع كلا النوعين الفرعيين محدودًا بواسطة الأنهار. تعيش عادةً في الجزء السفلي من الغابات دائمة الخُضرة الناضِجة وغالبًا بالقٌرب من الأنهار.  ترتبط الكثافة السكانية بتوافر شجرة الغِذاء. يٌمكن العثور عليها بين مستوى الأرض وحوالي 20 متر (66 قدم) في الأشجار ولكن بشكل عام لا يدخل الجزء العٌلويّ من المَظلّة. غالبًا ما توجد في المناطق ذات المياه الراكدة لأكثر من ثلاثةِ أشهر في السنة. 

### الحمية

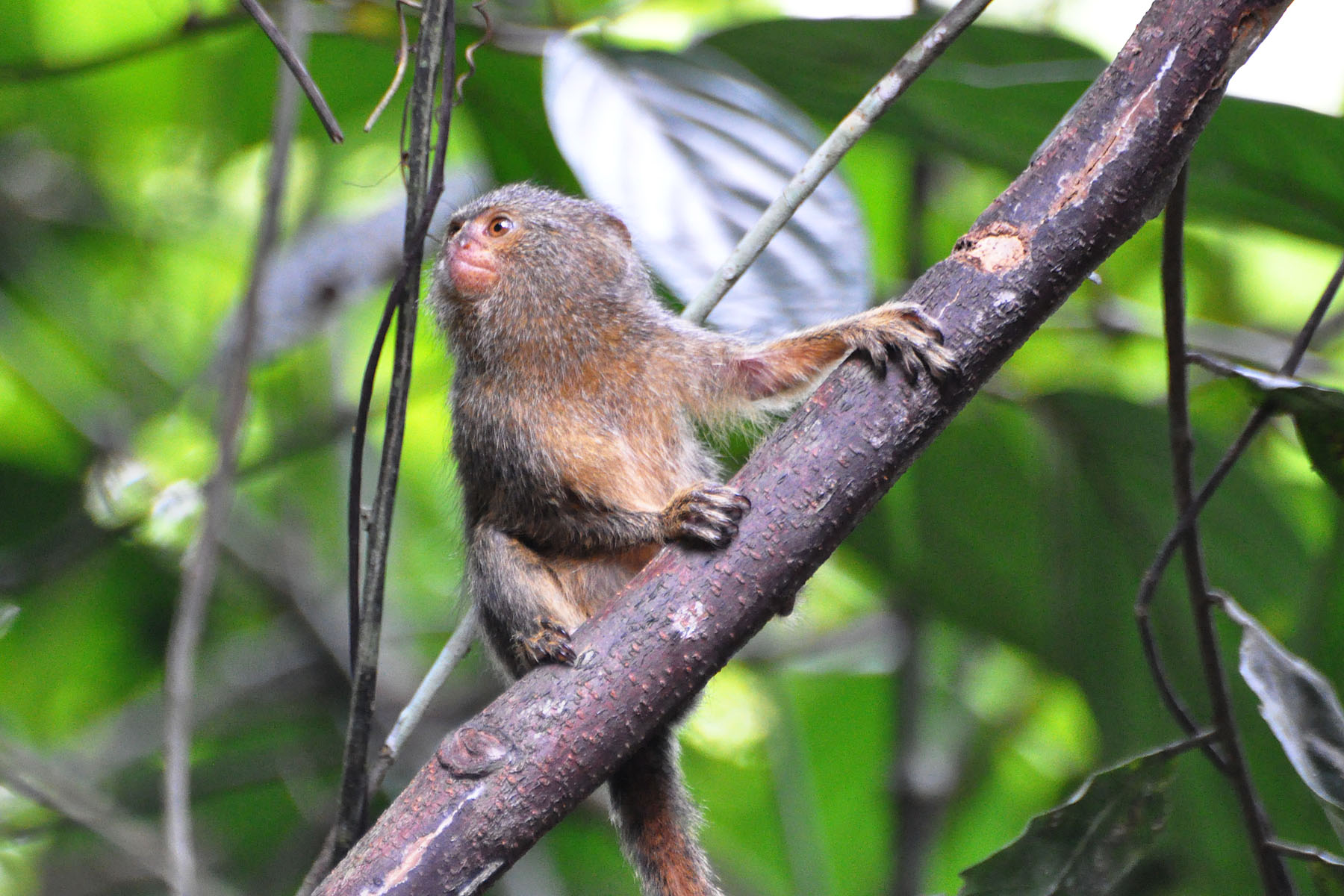
تسمح المخالب المتخصصة للقشة القزمي بالتشبث بالأشجار أثناء الرضاعة.

هذا القرد لديه نظام غذائي مُتخصص من صمغ الأشجار. يقوم بقضم الثقوب في لحاء الأشجار والكروم المُناسبة بأسنانه المٌتخصصة لاستخراج إنتاج الصمغ. عندما تتراكم العصارة في الحفرة، فإنها تلفها بلسانها. كما أنها تنتظر الحشرات، وخاصة الفراشات، التي تنجذب إلى ثقوب النسغ. يكمل نظامها الغذائي بالرحيق والفواكه.  يتراوح النطاق المنزلي للمجموعة من 0.1 إلى 0.4 هكتار (0.25 إلى 0.99 أكر) ، وعادة ما تتركز التغذية على شجرة أو شجرتين في كل مرة. عندما ينضب هؤلاء، تنتقل المجموعة إلى نطاق منزل جديد. عادة ما يتعاطف طمارين ذو الوشاح البني مع القشة القزمة وغالبًا ما يداهم فتحات صمغ القزم.
تتكيّف مخالب القشة القزمة الشبيهة بالحشرات، والمعروفة باسم tegulae ، بالانخراط في درجة عالية من سلوكيات التشبث المُرتبطة باستغلال إفرازات النبات. الإفرازات هي أي مادة تخرُج من النبات، بما في ذلك الصمغ والنُسغ والراتنج واللاتكس.  ويُستخدم المَخلب في المقام الأول أثناء التغذية، ولكن أيضًا أثناء البحث عن الإفرازات النباتية.

## السلوك
مجموعة القشة القزم، التي تتكون من عُضوين إلى تسعة أفراد، تحتوي على واحداً أو اثنين من الذُكور البالغين وواحدة أو اثنتين من الإناث البالغة، بما في ذلك أنثى واحدة تتكاثر بنسلها.  ويتراوح فترة ما بين الولادات من 149 إلى 746 يومًا.  على عكس بهيات الشعر الأُخرى، لا توجد علاقة بين عدد الذكور البالغين وعدد الرُضّع والنسل. غير أن هُناك علاقة إيجابية ذات دلالة إحصائية بين عدد الأحداث وعدد أفراد المجموعة البالغين وشبه البالغين. وعادة ما تبقى الشابات في المجموعة لدورتي ولادة متتاليتين. يَستخدم القشة القزمة أنواعًا خاصة من الاتصالات لإعطاء تنبيهات وتحذيرات لأفراد عائلته. وتشمل أنواع الاتصال الكيميائية والصوتية والمرئية.  يُعتقد أنه يعمل على تعزيز التماسك الجماعي وتجنب المجموعات العائلية الأخرى. 

### النُظم الاجتماعية
يُشكل القشة القزم الرضيع، جنبًا إلى جنب مع والديه وتوأمه وإخوته الآخرين، مجموعات ذات رعاية تعاونية. لغة الطفل الرضيع، أو النُطق، من قبل قرد الرضيع هو جزءاً أساسي من علاقاته مع أفراد أسرته وجزء رئيسي من تطوره. مع تطور الرضيع، تتغير لغة الطفل الرضيع تدريجيًا لتشبه نطق الكبار. هناك العديد من أوجه التشابه بين تطور النطق عند الأطفال الصغار الأقزام والكلام عند البشر الرضع. يعطي النطق مزايا للرضيع مثل زيادة الرعاية ويسمح لجميع أفراد الأسرة بتنسيق أنشطتهم دون رؤية بعضهم البعض. 

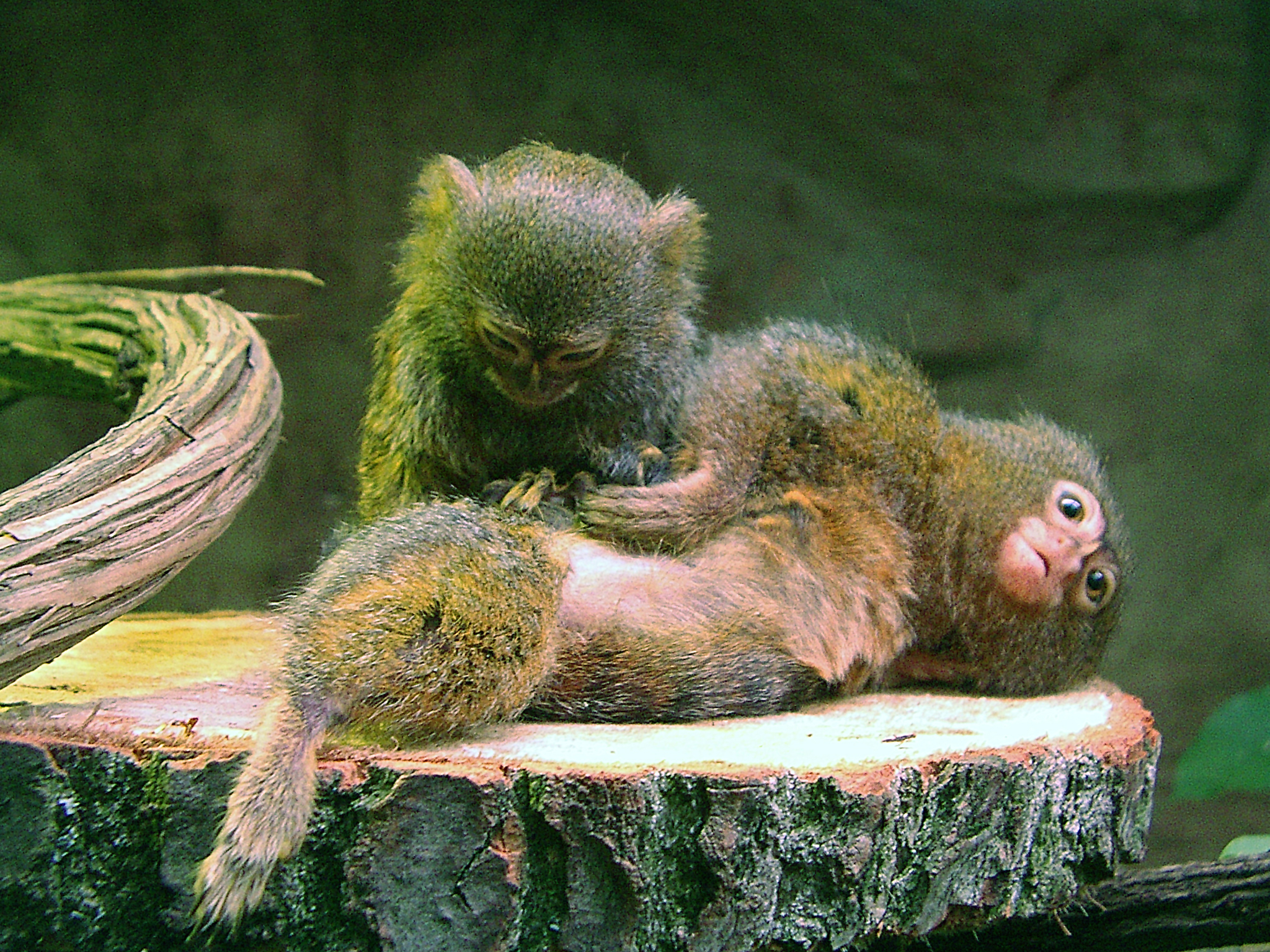
يعيش القشة القزمي في مجموعات من إثنين إلى تسعة أفراد.

ُيشارك الأشقاء أيضًا في رعاية الأطفال. تتطلب قرود القشة الصغيرة أكبر قدر من الاهتمام، لذا فإن مُشاركة المزيد من أفراد الأسرة في الرعاية تقلل من التكلفة لأي فرد وتعلم أيضًا مهارات الأبوة والأمومة للأحداث. أعضاء المجموعة، عادة من الإناث، قد يؤجلون تكاثرهم من خلال التوقف المؤقت للإباضة من أجل رعاية نسل الآخرين في المجموعة. تبين أن العدد المثالي لمُقدمي الرعاية لطفل القرد الصغير يبلغ حوالي خمسة أفراد. ومُقدّمو الرعاية هم المسؤولون عن إيجاد طعام للرُضّع وكذلك مُساعدة الأب في مراقبة الحيوانات المُفترسة.
أنثى القشة القزم هي مُربّية غير موسمية وعادة ما تلد توأمان مرة أو مرتين في السنة. ومع ذلك، تحدث الولادات الفردية بنسبة 16٪ من الوقت والولادات الثلاثية بنسبة 8٪ من الوقت. عادة ما تكون القشة القزمة أُحادي الزوجة على الرغم من وجود بعض الاختلاف داخل الأنواع من حيث أنظمة التربية. يحدث تعدد الأزواج أيضًا لأن ذكور القرد مسئولة عن حمل الرُضّع على ظهورهم. يُمكن أن يكون وجود ذكر ثانٍ لحمل النسل مُفيدًا لأن مولدات القرد غالباً ما تكون توأمان وتُقلل من التكلفة على أي ذكر مُعيّن. ومع ذلك، فإن النطاق اليومي لأقزام القشة صغير نسبيًا، مما يُقلّل من مُعدل تعدد الأزواج. 
يظهر وجود اختلافات في سلوك البحث عن الطعام والتغذية بين الذكور والإناث، على الرغم من اختلاف هيمنة الذكور والإناث والسلوك العدواني داخل الأنواع. الذكور لديهم وقت أقل للبحث عن مصادر الغذاء والأعلاف بسبب القيود المفروضة على مسؤوليات رعاية الرُضّع واليقظة المُفترسة. فدون الرضيع الذي يجب حمله، تتمتع إناث قرد القشة القزمية بحرية أكبر في العلف، مما يمنحهن أولوية واضحة للتغذية. قد تعمل هذه الأولوية على تعويض الأمهات عن التكاليف النشطة للحمل والرضاعة لطفلين في كل مرة. ومع ذلك، فإن حقيقة أن أولوية التغذية تعطى للإناث دون ذرية تٌضعف الحجّة. بدلاً من ذلك، قد تكون أولوية تغذية الإناث قد تطورت من خلال الانتقاء الجنسي. قد تختار الإناث رفقاءها الذين يقضون وقتًا أطول في رعاية الأطفال واليقظة تجاه الحيوانات المُفترسة. مثل هؤلاء الذكور لديهم وقت أقل للبحث عن الطعام، مما يعطي الأولوية للتغذية الأنثوية.

### التواصل

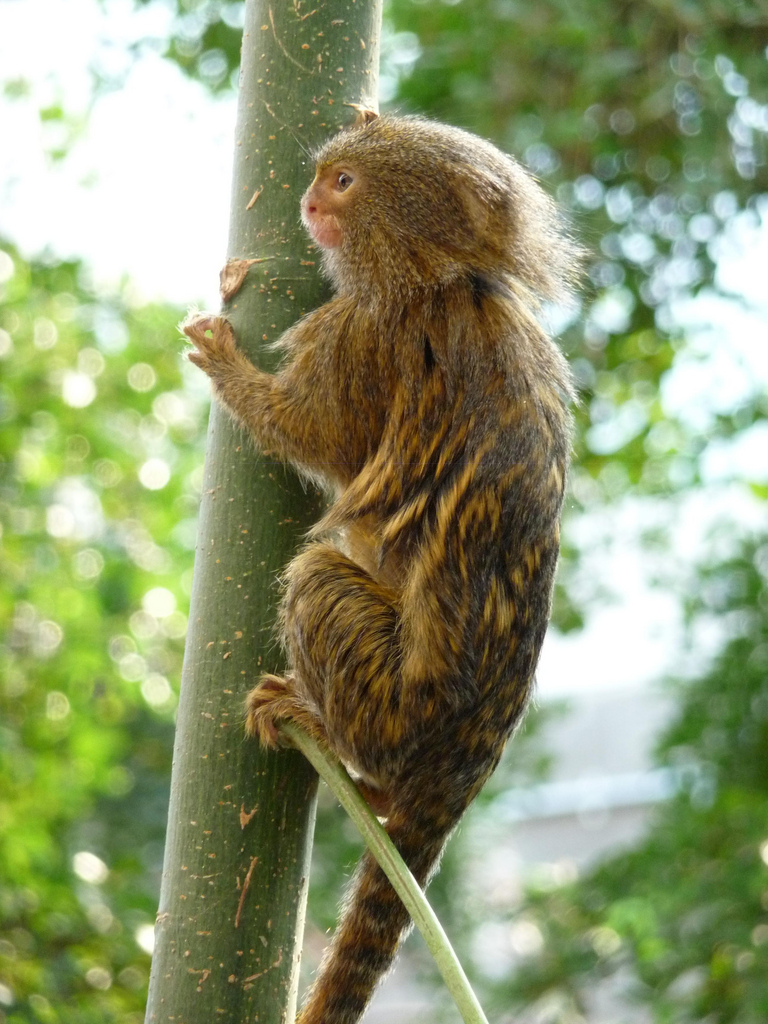
تستخدم المجموعات نداء الاتصال للبقاء معًا عند البحث عن الطعام والتغذية والسفر.

القش القزم معروف جيدًا بقدراته على الاتصال بما في ذلك نظام مُعقّد من المُكالمات والنداءات الصوتية. يتم استخدام الرجفة أثناء التغذية والبحث عن الطعام وعند السفر وتكون المجموعة قريبة من بعضها البعض. النداء - J هي سلسلة من الأصوات السريعة التي يكررها المُتصل وتُستخدم على مسافات متوسطة. يتم استخدام كلا الندائين كمكالمات اتصال . يتم استخدام النداء الطويل عندما تنتشر المجموعة على مسافات تزيد عن عشرة أمتار أو استجابة لمجموعة مجاورة.  تستخدم القشة القزمة الرجفة للاتصالات قصيرة المدى، نداء - J للمسافات المتوسطة، والنداءات الطويلة لمسافات طويلة ؛ هذه لها ترددات متناقصة على التوالي. تفسر القشة القزمة هذه النداءات ليس فقط حسب النوع ولكن أيضًا، من خلال التباين الصوتي الدقيق، عن طريق الاتصال الفردي. تُظهر الأبحاث المُستندة إلى اختبارات تشغيل الصوت أن النداءات المُسجلة من أفراد مُختلفين في الأسر تباينت بشكل كبير في جميع المعلمات السمعية السبعة التي تم تحليلها لكل نوع من النداءات. كانت الاستجابات السلوكية للنداءات أكبر عندما كان المُتصل هو الذكر المُسيطر في المجموعة. كانت الردود على النداءات J أكبر عندما كان المٌتصل هو رفيق القرد أو قردًا من نفس الجنس من خارج المجموعة. تمت ملاحظة الاستجابات المتباينة للمتصلين الفرديين فقط عند تلقي المكالمة تلقائيًا من حيوان آخر بدلاً من تشغيلها من تسجيل، مع استثناء واحد. كان هذا الاستثناء هو أن ذكور القرود استجابت لعمليات تشغيل نداءات خاصة بشكل مختلف عن تلك الخاصة بالقرود الأخرى، عندما تم تشغيل النداء من موقع مألوف. يُعتقد أن القشة القزمة تتفاعل في البداية مع نوع النداء الذي يتم إجراؤه ثم يعدل سلوكه قليلاً ليتفاعل مع الفرد المحدد الذي يقوم بإجراء النداء. يسمح هذا لـلقشة بالتفاعل بشكل مناسب مع جميع النداءات ولكنه يظهر بعض الاختلاف عندما تعطي النداء معلومات إضافية. 
تلعب العوامل البيئية دورًا في الاتصال من خلال التأثير على تردد الإشارة وإلى أي مدى يُمكن للإشارة أن تنتقل وتظل مسموعة لتوصيل الرسالة المطلوبة. نظرًا لأن قرد القشة القزمة غالبًا ما توجد في الغابات المطيرة، فإن الحياة النباتية والجو الرطب يُضافان إلى الامتصاص الطبيعي وتشتت الصوت. ونظرًا لأن النداءات ذات التردد المُنخفض تتأثر بالاضطرابات بدرجة أقل من نظيراتها عالية التردد، يتم استخدامها للاتصال عبر مسافات أطول. قرد قشة القزم يغير خصائص دعواته عندما تتغير بيئته الاجتماعية. تعرض القشيات الكبار تعديلات في هيكل نداءاتهم التي تحاكي تلك الخاصة بأعضاء مجموعتهم. بالإضافة إلى التغييرات في النداءات الحالية، كما يُمكن سماع مكالمات جديدة من قشيات بعد الاقتران. 
القشة القزم لديها طُرق أخرى لتوصيل المعلومات حول أمور مثل حالة التبويض عند الأنثى. لا تُظهِر سعادين العالم الجديد أي تورم في الأعضاء التناسلية أثناء الإباضة كما تفعل أنثى قرود العالم القديم. بدلاً من ذلك، يُمكن أن يكون نقص عدوانية الإناث اتجاه الذكور بمثابة إشارة للإباضة. يتم أيضًا فرك غدد الرائحة الموجودة على الصدر والشرج والأعضاء التناسلية على الأسطح التي تترك إشارات كيميائية حول الحالة التناسلية للأنثى. تقوم القشة القزمة أيضًا بالعروض المرئية مثل التبختر، والتقوس الخلفي، والانفصال عندما يشعر بالتهديد أو لإظهار الهيمنة.

## في الحفظ
وهي مُهدّدة بفُقدان الموائل في بعض مناطق مداها، وبتجارة الحيوانات الأليفة في مناطق أُخرى (أي الإكوادور). يرتبط التفاعل بين البشر وقشة القزمة بعدد من التغييرات السلوكية في الحيوان بما في ذلك اللعب الاجتماعي والنطق، وكلاهما مهم للتواصل بين الحيوانات في النوع. تميل حيوانات القشة القزمة إلى أن تكون أقل ضوضاءً وأقل عدوانية وأقل مرحًا مع الأفراد الآخرين، لا سيما في مناطق السياحة الثقيلة. يتم دفعهم أيضًا إلى طبقات أعلى من الغابات المطيرة مما يفضلونه عادة. ترتبط السياحة في المناطق التي تنتمي إليها القشة القزمة أيضًا بزيادة أسر الحيوان. نظرًا لصغر حجمها وطبيعتها سهلة الانقياد نسبيًا، غالبًا ما يتم العثور على قرد القشة القزمة التي تم التقاطها في تجارة الحيوانات الأليفة الغريبة. يتسبب الالتقاط في مزيد من الاختلافات السلوكية، بما في ذلك انخفاض في كل من عدد الأصوات ومستوى الصوت. يمكن أيضًا العثور على القشة القزمة في حدائق الحيوان المحلية، حيث يتواجد في مجموعات. 

## في الثقافة الشعبية
- الإصبعيات، اللعبة الناجحة لعيد الميلاد 2017 التي أنتجتها WowWee ، تعتمد على أقزام القشة.[30]

## روابط خارجية
- التوأم ألبينو القشة ولد في السويد
- صحيفة وقائع معلومات الرئيسيات الصافية Callithrix pygmaea